# ورم صلب أنفي
الورم الصلب الأنفي أو الصلبوم الأنفي هو مرض حبيبي بكتيري مزمن يصيب الأنف وفي بعض الأحيان يصيب السبيل التنفسي العلوي. في الغالب يصيب التجويف الأنفي -تصاب الأنف بنسبة 95 - 100% من الحالات- ومع ذلك، يمكن أن يؤثر أيضا على البلعوم الأنفي، الحنجرة، القصبة الهوائية، والشعب الهوائية. عدد النساء المصابات أكثر قليلاً من الرجال ويتراوح عمر المرضى في الغالب مابين 10 ل 30 عاماً. يعتبر الورم الصلب الأنفي مرض مداري "tropical disaease" ويستوطن في الغالب أفريقيا وأمريكا الوسطى وأقل شيوعاً في الولايات المتحدة.

## العلامات والأعراض
ينقسم المرض إلى ثلاثة مراحل: مرحلة الالتهاب أوالضمور، المرحلة الحُبيبة، والمرحلة المتصلبة. تبدأ مرحلة الالتهاب بالتهاب غير محدد في الأنف، ثم يتطور إلى رشح أنفي صديدي ذي رائحة كريهة، وتقشٌُر، من الممكن أن تستمر لعدة أسابيع أو حتى شهور. تتسبب المرحلة الحبيبية في جعل الغشاء المخاطي للأنف أحمراً مائلاً إلى الزرقة ونمو عقيدات مطاطية أو سلائل «زوائد لحمية» داخل التجويف الأنفي. يُلاحظ أيضاً حدوث رعاف، تشوه الأنف، وتدمير الغضروف الأنفي (أنف هبرا). هذا التدمير من الممكن أن يؤدي إلى تخدر شراع الحنك، تضخم اللهاة، بحة الصوت، ودرجات مختلفة من انسداد المجرى الهوائي. تتميز المرحلة المتصلبة بحدوث تليف وتصلب. ولا يوجد التهاب في العقد الليمفاوية. 

## الأسباب
يحدث المرض الكلِبسيلة التصلبية الأنفية هي وهي أحد أنواع من الكلبسيلة الرئوية- بكتيريا سلبية الغرام، ممحفظة، غير متحركة، من عائلة الأمعائيات.
يشار إليها أحيانا باسم «عصية فريش» "Frisch bacillus"، حيث سميت باسم انطون فون فريش"Anton von Frisch" الذي عرٌَف هذا الميكروب في عام 1882. من الممكن التقاطها مباشرة عن طريق الرذاذ، أو من استشاق مادة تلوثت بالرذاذ.

## التشخيص

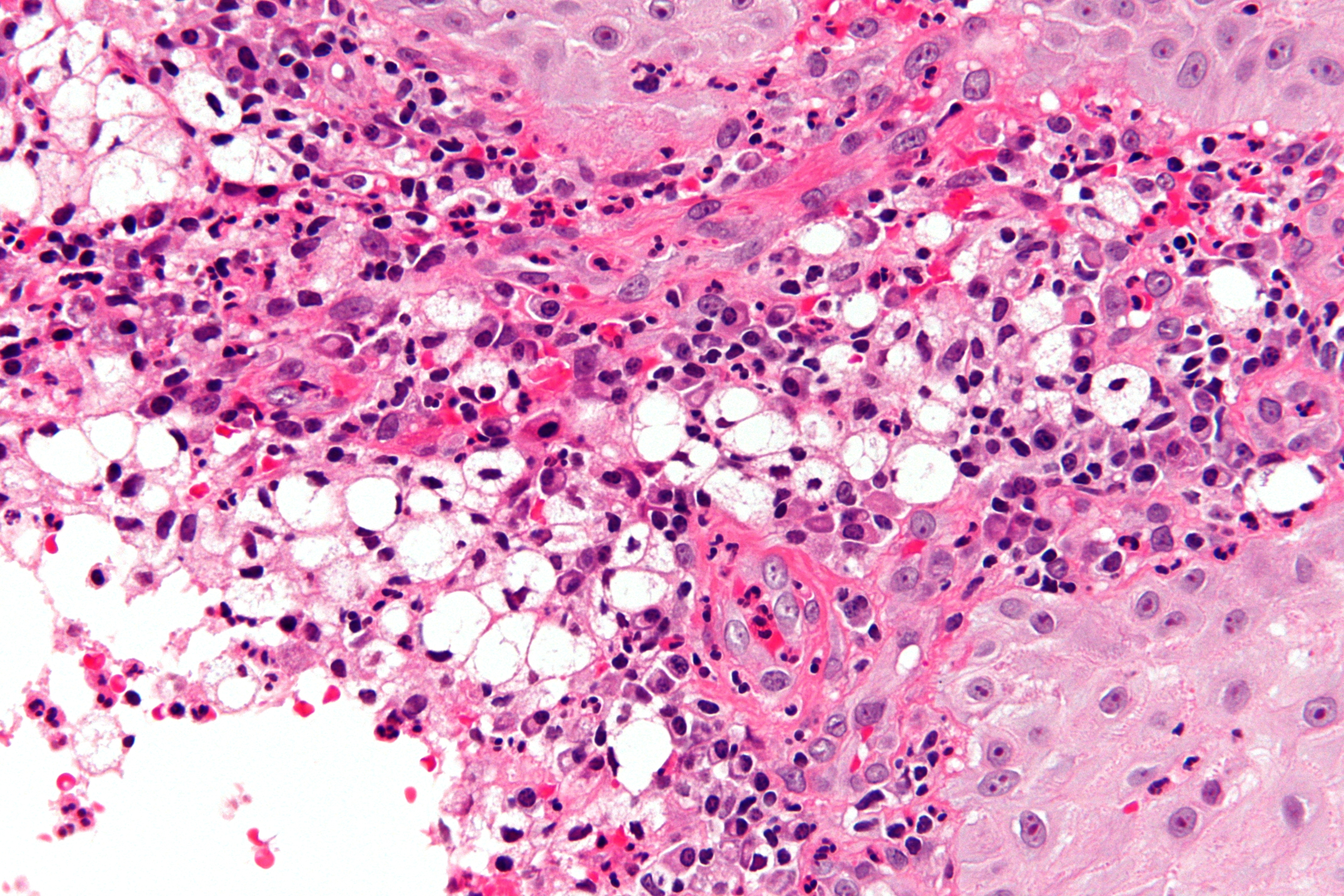
صورة مجهرية لل

يتشخص المرض بمزرعة موجبة على آغار ماكونكي. ولكن المزارع تكون فقط موجبة في 50-60% من الحالات. تظهر العلامات التشخيصية المميزة في أغلب الأحيان في المرحلة الحبيبية

## التوقع والعلاج
لا يعتبر هذا الورم قاتلاً ويتسجيب للتيتراسيكلن والسيبروفلوكساسين. على الرغم من ذلك، إذا لم يتم علاجه من الممكن أن يؤدي إلى تسمم الدم، نزيف، أو حالات مزمنة أخرى قد تكون مميتة.

## التسميات
أنف هبرا. ورم صلب
التسميات القديمة تشمل: زهري الأنف، ورم صلب تنفسي، جذام الأنف،

## التاريخ
كتب هانز فون هبرا (1847–1902) الوصف الكلاسيكي للورم الصلب الأنفي في ورقة بحثية نشرت في عدد يناير 1870 من مجلة Wiener Medizinische Wochenschrift. هانز فون هبرا هو ابن طبيب الأمراض الجلدية التشيكي المولد فريديناند ريتر فون هبرا (1816–1880)، مؤسس كلية فيينا الجديدة للأمراض الجلدية. وقام بمساعدته موريتز كابوسي (1837–1902) الذي ساهم بالتركيب النسيجي للورم في الورقة البحثية. وفي عام1876، قام ميكوليكز بالوصف المجهري. في عام 1882، اكتشف انطون فون فريش (1849–1917) البكتيريا سالبة الغرام التي سببت المرض.